# Ченато-Сопра
Ченато-Сопра (итал. Cenate Sopra) — коммуна в Италии, располагается в регионе Ломбардия, подчиняется административному центру Бергамо.
Население составляет 2348 человек (2005), плотность населения составляет 347 чел./км². Занимает площадь 6 км². Почтовый индекс — 24069. Телефонный код — 035.
Покровителем коммуны почитается святитель Лев Великий, папа Римский. Праздник ежегодно празднуется 10 ноября.